# Le Tranger
Le Tranger – miejscowość i gmina we Francji, w Regionie Centralnym, w departamencie Indre.
Według danych na rok 1990 gminę zamieszkiwało 191 osób, a gęstość zaludnienia wynosiła 9 osób/km² (wśród 1842 gmin Regionu Centralnego Le Tranger plasuje się na 948. miejscu pod względem liczby ludności, natomiast pod względem powierzchni na miejscu 613.).